# Rosebush Pruning
Pour plus de détails, voir Fiche technique et Distribution.
Rosebush Pruning est un film britannico-italo-allemand réalisé par Karim Aïnouz dont la sortie est prévue pour 2025. Il s'agit d'un remake du film Les Poings dans les poches, réalisé par Marco Bellocchio en 1965.

## Synopsis
Une famille aux prises avec des maladies génétiques vit dans une propriété à la campagne. C'est alors qu'un drame tragique se développe parmi eux dans ce portrait intime.

## Fiche technique
Sauf indication contraire, les informations mentionnées dans cette section peuvent être confirmées par la base de données cinématographiques IMDb,  présente dans la section « Liens externes ».
- Titre : Rosebush Pruning
- Réalisateur : Karim Aïnouz
- Scénario : Efthýmis Filíppou, d'après le scénario Les Poings dans les poches écrit par Marco Bellocchio
- Direction artistique : Massimo Pauletto
- Décors : Rodrigo Martirena
- Costumes : Bina Daigeler
- Musique : Matthew Herbert
- Montage : Heike Parplies
- Photographie : Hélène Louvart
- Production : Rachel Dargavel, Viola Fügen, Simone Gattoni, Juan Cano Nono, Michael Weber et Andreas Wentz
  - Production exécutive : Catherine Boily, Annamaria Morelli, Sarah Nagel, Mitch Oliver et Isabell Wiegand
- Sociétés de production : The Match Factory, Kavac Films et The Apartment
- Pays de production :  Royaume-Uni,  Italie,  Allemagne
- Langue originale : anglais
- Genres : drame, thriller
- Durée : N/A
- Dates de sortie : 2025 Date sujette à modification

## Distribution
- Callum Turner
- Riley Keough
- Elle Fanning
- Jamie Bell
- Pamela Anderson
- Lukas Gage
- Tracy Letts
- Elena Anaya

## Production

### Genèse et développement
En mai 2024, alors en compétition à Cannes pour Motel Destino, Karim Aïnouz annonce, lors du marché du film de Cannes, que son prochain projet sera un remake du film Les Poings dans les poches de Marco Bellocchio.

### Choix des acteurs
Dès l'annonce du projet, Josh O'Connor, Kristen Stewart et Elle Fanning sont les premiers acteurs engagés.
Cependant, vers fin septembre 2024, Kristen Stewart et Josh O'Connor, pour causes de conflits d'emploi du temps, cèdent leurs rôles à Riley Keough et Callum Turner pendant que le casting s'étoffe avec les arrivées de Jamie Bell, Pamela Anderson, Tracy Letts, Elena Anaya et Lukas Gage.

### Tournage
Le tournage du film se déroule à Barcelone et à Londres.